# Ron Gilbert
Ron Gilbert, född 1 januari 1964 i La Grande, Oregon, är en amerikansk datorspelsdesigner, -programmerare och -producent, mest känd för sin tid på Lucasfilm Games / LucasArts där han bland annat konstruerade äventyrsspelmotorn SCUMM, Maniac Mansion och de två första Monkey Island-spelen.
Gilbert lämnade LucasArts 1992 för att starta Humongous Entertainment, ett spelföretag som utvecklade barnspel. Han lämnade sedan Humongous Games för att bli creative director på Hothead Games i Vancouver. Mellan 2010 och 2013 arbetade han med The Cave på Double Fine Productions.

## Stil
Ron Gilberts spel kännetecknas ofta av hans skruvade humor, tydligast uttryckt i de två första Monkey Island-spelen.

## Ludografi
- Maniac Mansion (1987), manus, producent, programmering, LucasArts (LucasFilm Games)
- Zak McKracken and the Alien Mindbenders (1988), manus, LucasArts (LucasFilm Games)
- Indiana Jones and the Last Crusade: The Graphic Adventure (1989), manus, LucasArts (LucasFilm Games)
- The Secret of Monkey Island (1990), manus och producent, LucasArts (LucasFilm Games)
- Monkey Island 2: LeChuck's Revenge (1991), manus och programmering, LucasArts (LucasFilm Games)
- Day of the Tentacle (1993), figurer och design
- Flera barnspel på Humongous Entertainment (däribland Freddi Fisk och Putt-Putt)
- Total Annihilation (1997), producent
- Penny Arcade Adventures, manus och konsulterande design, Hothead Games (2008)
- Tales of Monkey Island (2009–2010), "Visiting Professor of Monkeyology", Telltale Games
- DeathSpank (2010), design, Hothead Games
- DeathSpank: Thongs of Virtue (2010), design, Hothead Games
- The Big Big Castle! (2012), design, Beep Games, Inc.
- The Cave (2013), producent, Double Fine Productions
- Scurvy Scallywags (2013), Beep Games, Inc.
- Thimbleweed Park (2016), manus, design och programmering
- Return to Monkey Island (2022), regi, design och manus